# 1375
1375 (MCCCLXXV) a fost un an obișnuit al calendarului iulian, care a început într-o zi de miercuri.

## Arte, Știință, Literatură și Filozofie
- Au început lucrările pentru ridicarea mănăstirii Tismana, finalizată în 1378.

## Nașteri
- dată necunoscută: Alexandru cel Bun domn al Moldovei (d. 1432)
- dată necunoscută: Jelena Nelipić  (d. 1422)
- dată necunoscută: Gheorghe Lepeș  (d. 1442)
- dată necunoscută: Cherusseri Namboothiri poet indian (d. 1475)

## Decese
- 24 octombrie: Valdemar al IV-lea , 54 ani, rege al Danemarcei (n. 1320)